# Miel Vanstreels

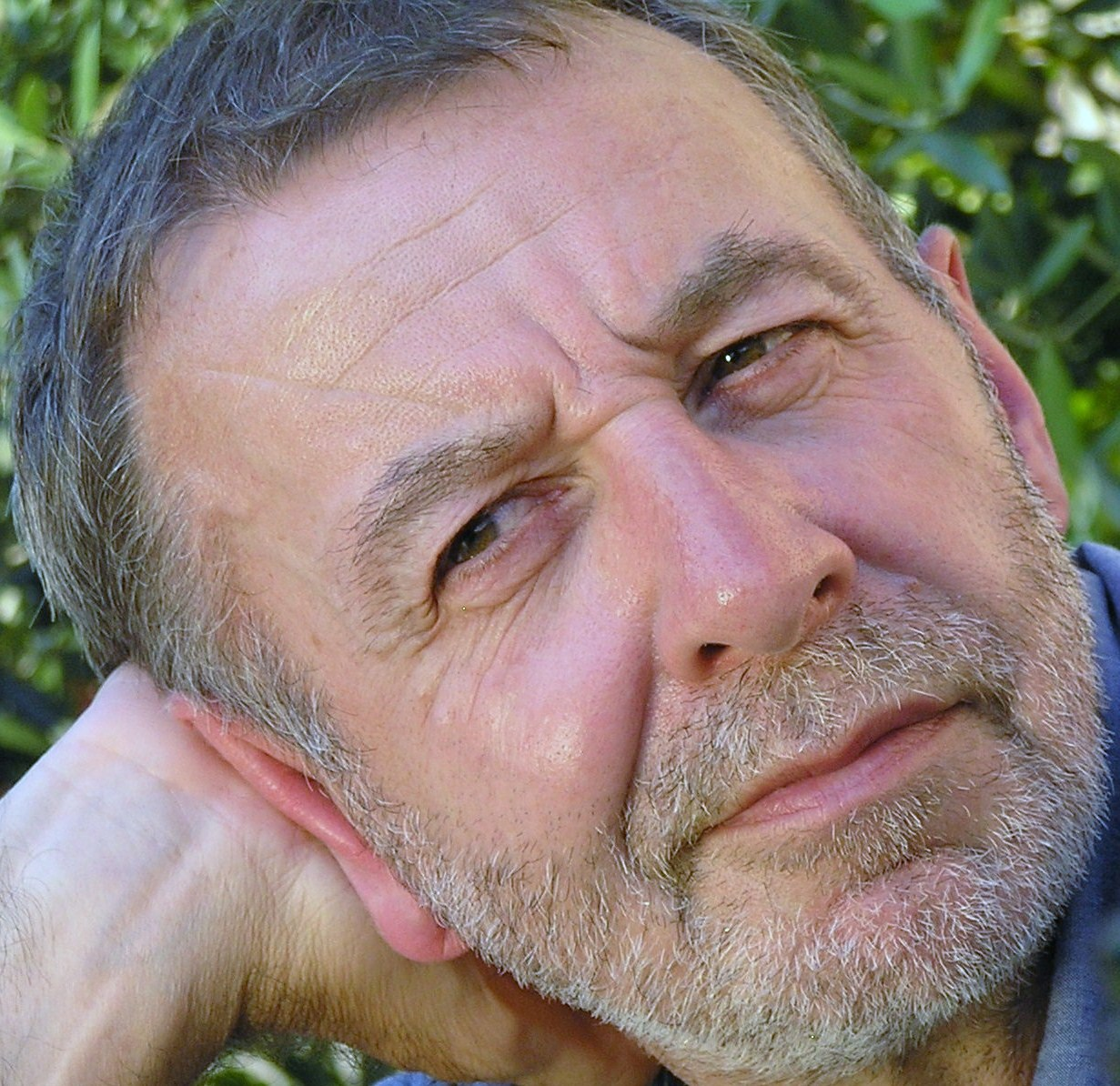
Miel Vanstreels

Miel Vanstreels (Godsheide, 14 maart 1951) is een Vlaams dichter.
Miel Vanstreels (1951) werd geboren in Godsheide, een gehucht van Hasselt. Op zijn negentiende verhuisde hij naar Maastricht. Hij was meer dan veertig jaar werkzaam in de (ouderen)zorg. In zijn vroege poëzie zijn ouderdom en dood regelmatig terugkerende thema's. Na de eeuwwisseling schreef hij lange tijd  voornamelijk fiets- en wielerversjes. Gedichten van hem werden opgenomen in tijdschriften als Hollands Maandblad, Nieuw Vlaams Tijdschrift, Deus ex Machina, Dietsche Warande & Belfort, de Gids, de Muur, Ballustrada en in verschillende bloemlezingen c.q. speciale uitgaven. Hij publiceerde o.a. de dichtbundeltjes Demente bejaardenflat, Gezichten, Nog een geluk dat het regent, Dagboekpoëzie, Verder geen bijzonderheden, Godsheide, De eerste zeventien, Een ouwe man op een koersfiets. 